# Graphiphora obsoleta
Graphiphora obsoleta är en fjärilsart som beskrevs av Barend J. Lempke 1962. Graphiphora obsoleta ingår i släktet Graphiphora och familjen nattflyn. Inga underarter finns listade i Catalogue of Life.